# Ammoniumadipat
Ammoniumadipat ist eine chemische Verbindung aus der Gruppe der Carbonsäurensalze und das Ammoniumsalz der Adipinsäure.

## Herstellung
Ammoniumadipat kann durch Eindampfen einer Lösung von Adipinsäure in überschüssigem Ammoniak hergestellt werden.
{\displaystyle \mathrm {(CH_{2})_{4}(COOH)_{2}+2\ NH_{3}\ \longrightarrow \ (CH_{2})_{4}(COO^{-})_{2}(NH_{4}^{+})_{2}} }

## Eigenschaften

### Physikalische Eigenschaften
Ammoniumadipat kristallisiert ohne Kristallwasser in glänzenden Blättchen im monoklinen Kristallsystem in der Raumgruppe P21/c (Raumgruppen-Nr. 14) mit den Gitterparametern a = 615,0 pm, b = 889,7 pm, c = 869,0 pm und β = 98,21°. In der Elementarzelle befinden sich zwei Formeleinheiten.

### Chemische Eigenschaften
Beim Erhitzen auf 100 °C entweicht die Hälfte des Ammoniaks und es bildet sich Ammoniumhydrogenadipat. Bei 120 − 150 °C entweicht auch der restliche Ammoniak und die reine Säure bleibt zurück.

## Verwendung
Ammoniumadipat wird als Säureregulator verwendet. Es ist als Lebensmittelzusatzstoff unter der INS-Nummer 359 registriert.